# Gyula Petrikovics
Gyula Petrikovics (* 12. Januar 1943 in Budapest; † 28. Juni 2005 ebenda) war ein ungarischer Kanute.

## Erfolge
Gyula Petrikovics startete bei den Olympischen Spielen 1968 in Mexiko-Stadt im Zweier-Canadier mit Tamás Wichmann auf der 1000-Meter-Strecke. Mit einem zweiten Platz in ihrem Vorlauf gelang ihnen die direkte Finalqualifikation. Den Endlauf schlossen sie dann nach 4:08,77 Minuten auf dem zweiten Platz ab und sicherten sich die Silbermedaille. Die siegreichen Rumänen Ivan Patzaichin und Serghei Covaliov überquerten die Ziellinie 1,6 Sekunden vor dem ungarischen Duo, die drittplatzierten Naum Procupeț und Michail Samotin aus der Sowjetunion waren 2,6 Sekunden langsamer gewesen.
Bei Weltmeisterschaften gewannen Petrikovics und Wichmann im Zweier-Canadier auf der 1000-Meter-Strecke gemeinsam drei Medaillen. 1970 wurden sie in Kopenhagen zunächst Zweite, ehe sie 1971 in Belgrad Weltmeister wurden. 1973 folgte in Tampere der Gewinn der Bronzemedaille. Bereits 1967 gelang Petrikovics und Wichmann auch bei den Europameisterschaften in Duisburg der Titelgewinn über die 1000-Meter-Distanz. Darüber hinaus belegte Petrikovics bei den  Europameisterschaften 1969 in Moskau im Einer-Canadier über 10.000 Meter Rang zwei.